# KZ Plaue
Das KZ Plaue war das erste Konzentrationslager des NS-Regimes im Freistaat Sachsen. Es wurde am 9. März 1933 in einer Turnhalle in Plaue eingerichtet und bestand bis zum 10. Juni 1933.

## Geschichte
Aufgrund der zahlreichen Verhaftungen von politischen Gegnern der Nationalsozialisten in den ersten Märztagen des Jahres 1933 waren die Gefängnisse von Oederan und Augustusburg so überfüllt, dass auf die Turnhalle in Plaue zurückgegriffen werden musste. Am 8. April 1933 waren etwa 170 Gefangene interniert, darunter Sozialisten, Kommunisten und Juden. Sie mussten landwirtschaftliche Arbeiten außerhalb des Lagers verrichten. Der Alltag war von Misshandlungen, Schikanen und körperlichen Demütigungen geprägt. Besonders erheiternd fanden es die Wachleute, mit einer Gartenschere Hakenkreuze oder Bahnen in das Haar der Häftlinge zu schneiden. Zu den Gefangenen gehörte Rudolf Mäthe, Politischer Leiter des KPD-Unterbezirks Flöha. Im Flöhaer Tageblatt erschien am 5. April 1933 ein Aufruf, in dem Mäthe „seinen Austritt aus der KPD“ erklärte und alle Kommunisten und KPD-Wähler aufforderte, „sich von der Partei loszusagen.“
Am 10. Juni 1933 wurde das KZ Plaue geschlossen, nachdem in den drei vergangenen Monaten etwa 600 Häftlinge das Lager durchlaufen hatten. Zur Zeit der Auflösung befanden sich noch 37 Häftlinge in Plaue. Sie wurden nach Colditz, ins Schloss Augustusburg oder ins Schloss Sachsenburg überführt, wo sie zu den Umbauarbeiten für die Reichsjugendführerschule in Augustusburg bzw. der Gauführerinnenschule der NS-Frauenschaft (in Sachsenburg) herangezogen wurden.
In Flöha-Plaue erinnert ein Mahnmal an der Turnhalle an die hier 1933 im Lager eingekerkerten Menschen.